# Finale FA Cup 2021
De finale van de FA Cup 2020/21 was de 140ste finale van de FA Cup en werd op 15 mei 2021 gespeeld tussen Chelsea FC en Leicester City in het Wembley Stadium te Londen. Leicester City won dankzij een doelpunt van de tot de man van de wedstrijd benoemde Youri Tielemans met 0–1 en onttroonde Arsenal FC, de winnaar in 2020. De eerste FA Cup-eindzege in de clubhistorie betekende dat Leicester City verzekerd werd van deelname aan de Europa League en de Community Shield. Gedurende de coronapandemie waren er bij deze wedstrijd 21.000 toeschouwers toegestaan. De wedstrijd werd geleid door Michael Oliver.

## Voorgeschiedenis
Onderweg naar de finale won Chelsea FC met 4–0 van Morecambe FC, met 3–1 van Luton Town, met 1–0 van Barnsley FC en met 2–0 van Sheffield United. In de halve finales zorgde een doelpunt van Hakim Ziyech voor een 1–0 overwinning op Manchester City. Leicester City schakelde Stoke City (0–4), Brentford FC (1–3), Brighton & Hove Albion (1–0) en Manchester United (3–1) uit om de finale te bereiken. De laatste horde Southampton FC werd in de halve finales met 1–0 verslagen na een doelpunt van Kelechi Iheanacho.
Chelsea stond voor een vijftiende keer in de finale van FA Cup en voor een vierde keer in vijf jaar. Chelsea won de finale acht keer eerder, in 1970, 1997, 2000, 2007, 2009, 2010, 2012 en 2018, en verloor zes keer eerder, in 1915, 1967, 1994, 2002, 2017 en 2020. Acht keer eerder stond Chelsea in de finale van de EFL Cup, waarvan er vier werden gewonnen. Voor Leicester City was het de vijfde FA Cup-finale van de clubgeschiedenis. Elk van die vorige vier finales, in 1949, 1961, 1963 en 1969, werden door The Foxes verloren. In de League Cup stond Leicester City vijf keer eerder in een finale, waarvan er drie werden gewonnen.
Voorafgaand aan de finale troffen Chelsea en Leicester City elkaar al 118 keer. In die 118 wedstrijden zegevierde Chelsea 57 keer, boekte Leicester City 27 overwinningen en werd er 34 maal gelijkgespeeld. De meest recente ontmoeting voorafgaand aan de finale vond plaats op 19 januari 2021, toen Leicester City met 2–0 won in de Premier League. Eén keer eerder troffen Chelsea en Leicester City in een finale, voor de League Cup in 1965. Die wedstrijd werd door Chelsea met 3–2 gewonnen.
Trainers Thomas Tuchel en Brendan Rodgers stonden voor de wedstrijd nog nooit tegenover elkaar. Beide trainers hadden nog nooit de finale van de FA Cup bereikt, maar stonden wel al in andere nationale bekerfinales en hadden er meerdere gewonnen, als trainer van Borussia Dortmund en Paris Saint-Germain en Liverpool FC en Celtic FC.

## Wedstrijd

### Verloop[3]
Voorafgaand aan de wedstrijd gaven de voetbalspelers een hand met William van Cambridge, werd het volkslied van het Verenigd Koninkrijk afgespeeld en gingen de voetbalspelers knielen in het kader van Black Lives Matter. In het eerste deel van de wedstrijd waren er mogelijkheden om te scoren met een lichte dominantie voor Chelsea FC, maar hoefde zowel Kasper Schmeichel als Kepa Arrizabalaga geen serieuze redding te verrichten. Jonny Evans werd door een blessure in de 34ste naar de kant gehaald en vervangen door Marc Albrighton. Ruim een minuut later was ook de eerste gele kaart een feit, toen Wesley Fofana gestraft werd voor een overtreding op Timo Werner, die in de veertigste minuut zelf een gele kaart ontving voor een te laat ingezette tackle op Luke Thomas. In de slotfase van de eerste helft kregen de spitsen van beide teams, Werner en Jamie Vardy, nog een scoringsmogelijkheid, maar Michael Oliver gaf het rustsignaal toen beide teams nog geen poging op doel hadden verricht. Dat gebeurde wel met een kopbal van Marcos Alonso uit een voorzet van N'Golo Kanté in de 53ste minuut, maar Schmeichel kon de bal gemakkelijk vangen. Dat was ook het geval toen César Azpilicueta de bal in de 62ste minuut richting het doel schoof. In een fase waarin Leicester City meer in de buurt van het strafschopgebied van Chelsea kwam, schoot in de 63ste minuut Youri Tielemans van afstand raak in de linkerbovenhoek van het doel met zijn rechtervoet na een pass van Thomas. In de 67ste minuut werd door Brendan Rodgers James Maddison ingebracht in de plaats van Kelechi Iheanacho en vervolgens liet Thomas Tuchel Hakim Ziyech en Alonso vervangen door Christian Pulisic en Ben Chilwell. Rond de 75ste minuut kwamen Kai Havertz en Callum Hudson-Odoi het veld in voor Jorginho en Azpilicueta, die vlak daarvoor met zijn hoofd het hoofd van Thomas raakte. In de slotfase ging Leicester City voornamelijk verdedigen. In de 78ste minuut werd een kopbal van Chilwell gered door Schmeichel. Werner maakte in de 82ste minuut plaats voor Olivier Giroud. Bij Leicester City werden Thomas en Ayoze Pérez vervangen door Wes Morgan en Hamza Choudhury. In de 87ste minuut deed Mason Mount een poging tot scoren met een volley, maar Schmeichel keerde dat schot. In de 89ste minuut deed Chilwell een scoringspoging tegen zijn voormalige club uit een pass van Thiago Silva. Bij een poging van Çağlar Söyüncü om de bal weg te halen, schoot hij de bal tegen Chilwell aan, waardoor de bal over de doellijn rolde. Echter keurde de videoscheidsrechter af, omdat Chilwell buitenspel stond. Hierdoor bleef de score 0–1 en won Leicester City de finale.

### Gegevens
|                                         |              |                  |                |                                                                                      |
| 15 mei 2021 17:15 (UTC+1) 18:15 (UTC+2) | Chelsea FC   | 0 – 1            | Leicester City | Stadion: Wembley Stadium, Londen Toeschouwers: 21.000 Scheidsrechter: Michael Oliver |
| 15 mei 2021 17:15 (UTC+1) 18:15 (UTC+2) | Chilwell 89' | wedstrijdverslag | 63' Tielemans  | Stadion: Wembley Stadium, Londen Toeschouwers: 21.000 Scheidsrechter: Michael Oliver |
| 15 mei 2021 17:15 (UTC+1) 18:15 (UTC+2) |              |                  |                | Stadion: Wembley Stadium, Londen Toeschouwers: 21.000 Scheidsrechter: Michael Oliver |
| 15 mei 2021 17:15 (UTC+1) 18:15 (UTC+2) |              |                  |                | Stadion: Wembley Stadium, Londen Toeschouwers: 21.000 Scheidsrechter: Michael Oliver |
|                                         |              |                  |                |                                                                                      |

| Chelsea FC | Leicester City |

| DM             | 01 | Kepa Arrizabalaga  |         |
| CV             | 28 | César Azpilicueta  | 76'     |
| CV             | 06 | Thiago Silva       |         |
| CV             | 02 | Antonio Rüdiger    |         |
| RM             | 24 | Reece James        |         |
| CM             | 07 | N'Golo Kanté       |         |
| CM             | 05 | Jorginho           | 75'     |
| LM             | 03 | Marcos Alonso      | 68'     |
| AM             | 22 | Hakim Ziyech       | 68'     |
| AM             | 19 | Mason Mount        |         |
| SP             | 11 | Timo Werner        | 40' 82' |
| Wisselspelers: |    |                    |         |
| DM             | 16 | Édouard Mendy      |         |
| VD             | 15 | Kurt Zouma         |         |
| VD             | 21 | Ben Chilwell       | 68'     |
| MV             | 23 | Billy Gilmour      |         |
| MV             | 29 | Kai Havertz        | 75'     |
| AV             | 10 | Christian Pulisic  | 68'     |
| AV             | 18 | Olivier Giroud     | 82'     |
| AV             | 20 | Callum Hudson-Odoi | 76'     |
| Coach:         |    |                    |         |
| Thomas Tuchel  |    |                    |         |

| DM              | 01 | Kasper Schmeichel |      |
| CV              | 03 | Wesley Fofana     | 36'  |
| CV              | 06 | Jonny Evans       | 34'  |
| CV              | 04 | Çağlar Söyüncü    |      |
| RM              | 27 | Timothy Castagne  | 106' |
| CM              | 08 | Youri Tielemans   |      |
| CM              | 25 | Wilfred Ndidi     |      |
| LM              | 33 | Luke Thomas       | 82'  |
| AM              | 17 | Ayoze Pérez       | 82'  |
| SP              | 14 | Kelechi Iheanacho | 67'  |
| SP              | 09 | Jamie Vardy       |      |
| Wisselspelers:  |    |                   |      |
| DM              | 12 | Danny Ward        |      |
| VD              | 05 | Wes Morgan        | 82'  |
| VD              | 18 | Daniel Amartey    |      |
| VD              | 21 | Ricardo Pereira   |      |
| MV              | 10 | James Maddison    | 67'  |
| MV              | 20 | Hamza Choudhury   | 82'  |
| MV              | 24 | Nampalys Mendy    |      |
| MV              | 26 | Dennis Praet      |      |
| AV              | 11 | Marc Albrighton   | 34'  |
| Coach:          |    |                   |      |
| Brendan Rodgers |    |                   |      |

Man van de wedstrijd:
 Youri Tielemans
1980 · 1981 · 1982 · 1983 · 1984 · 1985 · 1986 · 1987 · 1988 · 1989 · 1990 · 1991 · 1992 · 1993 · 1994 · 1995 · 1996 · 1997 · 1998 · 1999 · 2000 · 2001 · 2002 · 2003 · 2004 · 2005 · 2006 · 2007 · 2008 · 2009 · 2010 · 2011 · 2012 · 2013 · 2014 · 2015 · 2016 · 2017 · 2018 · 2019 · 2020 · 2021 · 2022 · 2023 · 2024